# Physalis caudella
Espèce
Statut de conservation UICN

 LC  : Préoccupation mineure
Physalis caudella est une espèce de plantes à fleurs de la famille des Solanaceae. Cette espèce est connue sous le nom de southwestern groundcherry ou tomatillo chiquito. Elle est native de l'Arizona, Sonora et Chihuahua. Les fruits vert pourpre sont petits mais comestibles,,.

## Description
Il s'agit d'une plante herbacée vivace, rhizomateus. Les rhizomes sont profondément enterrés et rarement collectés, peu pubescents à densément villositaires, avec des poils simples, articulés de 1-3 mm. Les tiges sont dressées, se ramifiant rarement, les branches ascendantes à étalées de 1-3 dm. Feuilles pétiolées ; les pétioles font jusqu'à 1/3 du limbe aux nœuds proximaux, ils apparaissant ± sessiles aux nœuds distaux ; les limbes sont lancéolés ou lancéolé-ovés, leurs bases sont arrondies en se rétrécissant jusqu'aux pétioles, les marges sont entières, peu dentées de manière saillante, ou répandues. Les pédicelles mesurent 8-13 mm, et 10-20 mm dans le fruit. Les fleurs ont un calice de 6-10 mm, les lobes font 2-5 mm ; la corolle est jaune avec des taches pourpre-noir foncé, campanulée-rotative et mesure 14-16 mm ; les anthères sont pourpre foncé à bleu, rarement jaunes, non torsadées après déhiscence et de 3-3,5 mm. Les calices fructifères entourent lâchement la baie, à 10 nervures, les lobes sont atténués. Les floraisons sont sporadiques de juin à août. Le nombre de chromosomes est de 2n = 24.

## Répartition et habitat
L'aire de répartition indigène de Physalis caudella s'étend de l'est de l'Arizona au Nouveau-Mexique et au nord et à l'ouest du Mexique,. Il pousse principalement dans le désert ou dans les zones arbustives sèches et sur des sols meubles et graveleux près des cours d'eau, pentes, crêtes rocheuses, forêts de pinyon-oak-juniper ; à des altitudes de 1 200-2 800 m. 

## Systématique
Le nom correct complet (avec auteur) de ce taxon est Physalis caudella Standl..
Physalis caudella a pour synonyme :
- Physalis caudella var. parva Waterf.